# Юровская волость (Трубчевский уезд)
Ю́ровская волость — административно-территориальная единица в составе Трубчевского уезда.
Административный центр — село Юрово.

## История
Волость была образована в ходе реформы 1861 года.
В мае 1924 года, с расформированием Трубчевского уезда, Юровская волость также была упразднена, а её территория передана в Почепский уезд и включена в состав новообразованной Плюсковской волости.
Ныне вся территория бывшей Юровской волости входит в Трубчевский район Брянской области.

## Административное деление
В 1920 году в состав Юровской волости входили следующие сельсоветы: Аксёновский, Бойковский, Бурятновский, Василёнский, Выползовский, Гагаринский, Голубчанский, Здесловский, Ивановский, Козловский, Липовский, Ломакинский, Любожичский, Манцуровский, Монастырщенский, Новониколаевский, Осиновский, Плюсковский 1-й и 2-й, Прудковский, Рябчовский, Уруковский, Фомчинский, Шуклинский, Юровский, Юровский поселковый.